# Ophthalmolepis lineolata
Ophthalmolepis lineolata är en fiskart som först beskrevs av Valenciennes, 1839.  Ophthalmolepis lineolata ingår i släktet Ophthalmolepis och familjen läppfiskar. IUCN kategoriserar arten globalt som livskraftig. Inga underarter finns listade i Catalogue of Life.